# Le Voile des nymphes

Le Voile des nymphes est un film muet français réalisé par Louis Feuillade sorti en 1909.

## Fiche technique
- Titre : Le Voile des nymphes
- Réalisation, scénario et producteur : Louis Feuillade
- Société de production : Société des Établissements L. Gaumont
- Pays d'origine : France
- Format : Muet - Noir et blanc
- Année de sortie : 1909

## Distribution
- Alice Tissot
- Maurice Vinot
- Renée Carl
- Léonce Perret